# Alexandra Danilova
Pour les articles homonymes, voir Danilova.
Alexandra Dionissievna Danilova (en russe : Александра Дионисиевна Данилова, née le 20 novembre 1903 à Peterhof et morte le 13 juillet 1997 à New York, est une danseuse, chorégraphe et pédagogue américaine d'origine russe.

## Biographie
Fille de Dionissi Danilov et de Klavdia Gotovtseva, orpheline dès l'âge de trois ans et élevée par une parente proche à Saint-Pétersbourg, Alexandra Danilova est formée à l'école de danse du Théâtre Mariinsky de Saint-Pétersbourg, notamment par Olga Preobrajenska, elle est engagée dans le corps de ballet en 1921 et participe aux soirées du Jeune Ballet organisées par George Balanchine. Son unique sœur, Elena, reste en Union soviétique et disparaît lors du siège de Léningrad, vers 1942.
Elle quitte l'Union soviétique avec lui en 1924 et entre dans la compagnie des Ballets russes de Serge de Diaghilev. À la fin de l'aventure (1929), elle fait partie du ballet de l'Opéra de Monte-Carlo, puis de la troupe du colonel de Basil (1933-1938). Avec les Ballets russes de Monte-Carlo (1938-1952), elle se produit aux États-Unis et danse aux côtés de Frederic Franklin (en), notamment dans le ballet Gaîté parisienne.
Invitée par de nombreuses compagnies internationales, elle fonde sa propre troupe en 1954 et fait ses adieux à la scène trois ans plus tard, pour se consacrer exclusivement à l'enseignement de la danse,.
Elle a chorégraphié quelques pièces pour le Metropolitan Opera et pour le New York City Ballet et a également joué et dansé dans quelques films, comme Spanish Fiesta de Jean Negulesco (1942) ou Le Tournant de la vie d'Herbert Ross (1977).
Élégante prima ballerina, Danilova a interprété les plus grands rôles du répertoire classique, de Coppélia au Lac des cygnes. Elle a transmis à ses élèves les principales variations de Marius Petipa et de Michel Fokine et peut être considérée comme l'un des derniers maillons entre la tradition russe et la danse classique américaine.

## Filmographie
- 1942 : Spanish Fiesta (court-métrage)
- 1977 : Le Tournant de la vie : Madame Dahkarova